# Тыхово (гмина)
Тыхово (пол. Tychowo) — сельская гмина (волость) в Польше, входит как административная единица в Бялогардский повет, Западно-Поморское воеводство. Население — 7052 человека (на 2013 год).

## Соседние гмины
1. Гмина Барвице
2. Гмина Бялогард
3. Гмина Боболице
4. Гмина Гжмёнца
5. Гмина Полчин-Здруй
6. Гмина Свешино